# 253 마틸데
253 마틸데(253 Mathilde)는 니어 슈메이커 우주선이 433 에로스로 가던 길에 방문한 소행성으로 소행성대에 위치한다. 이 소행성은 우주선이 방문한 최초의 C형 소행성이며 지금까지 우주선이 방문한 소행성 중에는 가장 크다.

## 발견 역사
이 소행성은 1885년 11월 12일 오스트리아의 요한 팔리사에 의해 발견되었으며, 천문학자 Moritz Loewy의 부인의 이름을 따서 명명된 것으로 보인다.

## 특징
마틸데는 매우 어두워서 석탄보다도 검으며, 탄소질 콘드라이트 운석과 같은 성분을 공유할 것으로 보인다. 니어 슈메이커가 측정한 밀도는 1,300 kg/m³로 전형적인 탄소질 콘드라이트의 절반보다 낮은데, 이는 이 소행성이 성기게 쌓인 돌무지이기 때문으로 생각된다. 최근 지상에서 관측된 45 외제니아도 같은 특징을 보이는 C형 소행성이다.
이 소행성에는 매우 크고 분명한 충돌구들이 있는데, 몇 개는 소행성의 평균 반지름보다 크다. 색이나 밝기 차이가 없는 것은 소행성의 내부가 매우 균질하다는 것을 의미한다.
마틸데는 심한 이심궤도를 그리기 때문에, 소행성대의 바깥 경계까지 움직인다. 이 소행성의 자전은 매우 느리기 때문에, 니어 슈메이커가 소행성 표면 전체를 사진 찍을 수 없었다.

## 같이 보기
- 우주선이 방문한 소행성체와 혜성 목록